# 水瀬凛
水瀬 凛（みなせ りん、女性、1979年12月23日 - ）は、日本のフリーのイラストレーター、ゲームの原画家である。神奈川県出身。

## 経歴
2001年頃から、『電撃姫』・『カラフルピュアガール』等の雑誌でフリーのイラストレーターとして従事する傍ら『PARANOIA MAX』（パラノイア マックス）という名前の漫画・イラストの同人サークルを主宰する同人作家として活動する。F&Cと『カラフルピュアガール』の合同で行われた原画家オーディション企画「美少女ゲームクリエイター」で延べ400人の応募者の中から合格、2004年にF&Cのプロデューサー金杉はじめ率いる新ブランドTHE LOTUSの第1作『空色の風琴』でゲームの原画家としてデビュー。2005年にはカクテル・ソフトの看板シリーズ『Pia♥キャロットへようこそ!!G.O. 〜グランド・オープン〜』の原画に従事、担当したキャラクターの一人衣坂小春が発売後メーカー公式HPの人気投票で1位になる。その後もいくつかの作品に従事した。
2012年3月にPHP研究所から出版されたライトノベル『ウルトラマン妹』のイラストを担当。

## 画風
オーディション企画において審査員であった金杉はじめは2次審査の時から注目しており、水瀬に原画をやらせるつもりであったと語っている。その時の注目ポイントとして、かわいい女の子と素敵な衣装が描ける、勢いがありラフ絵や線画にも雰囲気がある事を挙げている。
昔の憧れの原画家は橋本タカシ。瞳の描き方は橋本の初期の書き方に似ている。

## 人物
ペンネームは好きな文字の組み合わせ。『カラフルピュアガール』の創刊号からの読者で業界に対する抵抗感はなかった。愛犬家で「弁慶」という名前の犬を飼っていたが2008年3月6日に14歳で死去している。

## 参加作品

### アダルトゲーム
- 空色の風琴（THE LOTUS）
- Pia♥キャロットへようこそ!!G.O. 〜グランド・オープン〜（カクテル・ソフト）
- ぴあきゃろG.O.TOYBOX 〜サマーフェア〜（カクテル・ソフト）
- ぴあきゃろG.O. TOYBOX2 〜スプリングフェア〜（カクテル・ソフト）
- ティルアぱにっく（カクテル・ソフト）
- Pia♥キャロットへようこそ!!G.O.SE（カクテル・ソフト）

### 一般ゲーム
- たまきゅう（NECインターチャネル）
- 空色の風琴-Remix-（プリンセスソフト）
- Pia♥キャロットへようこそ！！G.O.～SUMMER FAIR～（Piacci）

### ライトノベル
- ウルトラマン妹（スマッシュ文庫）

### その他
- きみにおくるぼくのうた（雑誌『電撃姫』の読者参加企画）
- 水瀬凛のガルコレ!（雑誌『E☆2』の読者参加企画）
- 強制安眠導入CD「おやすみなさいは一度だけ」シリーズ（BOOST ON、キャラクターデザイン・ジャケット画）